# 강

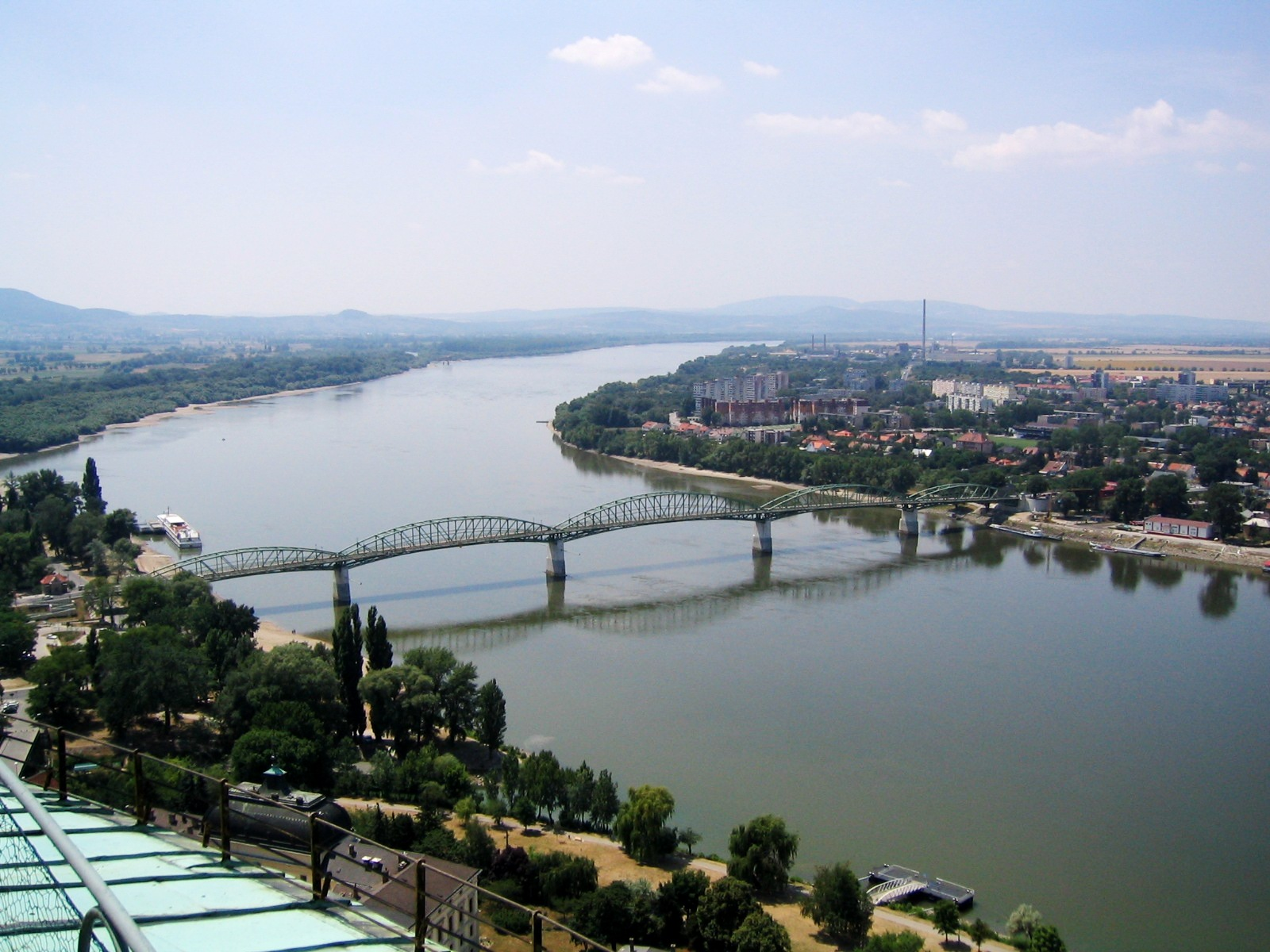
헝가리와 슬로바키아를 잇는 다뉴브강을 가로지르는 마리아 발레리아 다리

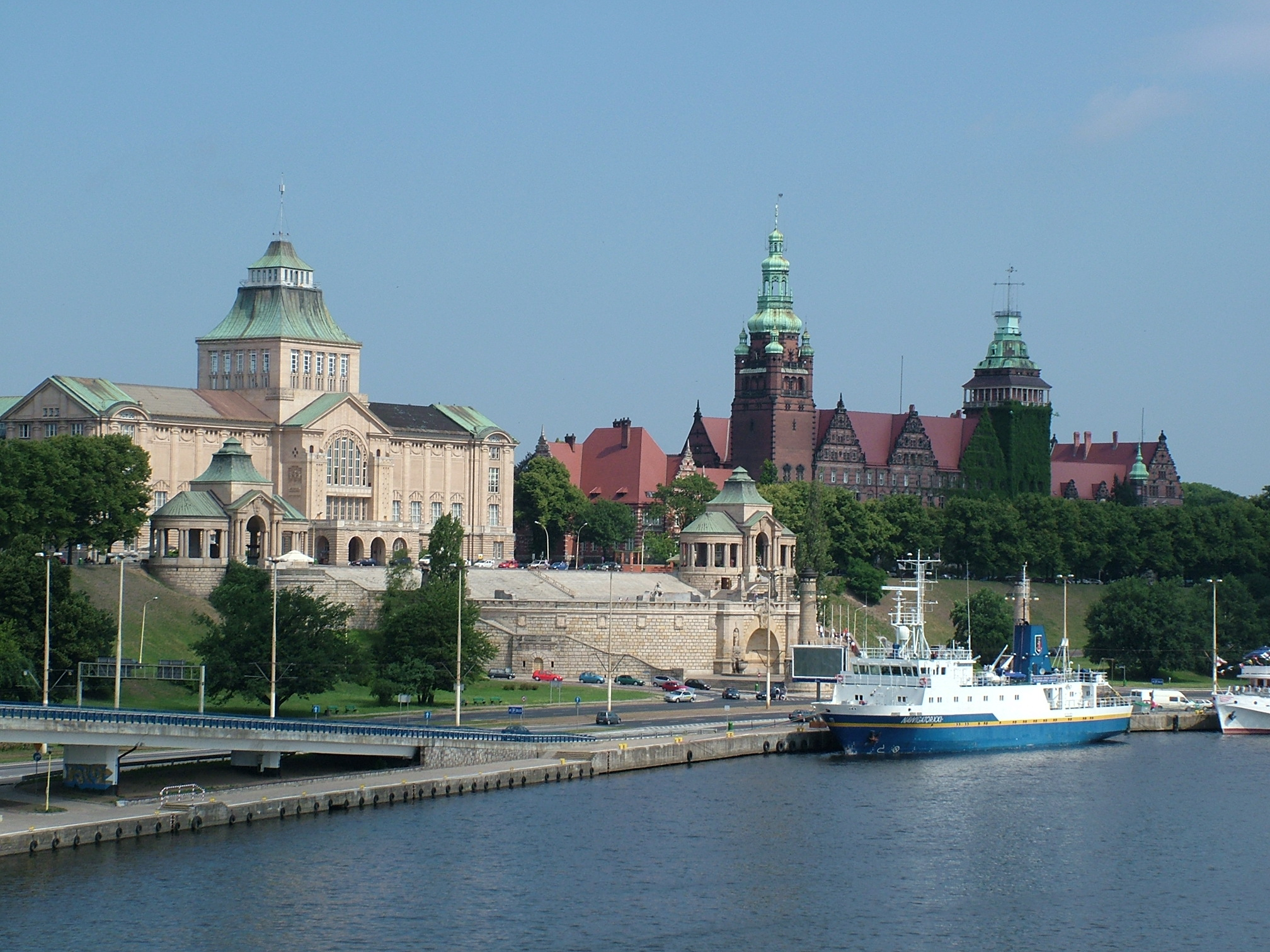
오데르강, 해양 박물관 슈체친, 폴란드

강(江, River) 또는 가람은 하늘에서 내린 비가 바다로 흘러가는 경로이다. 비슷한 용어인 하천(河川)은 강과 함께 골짜기나 평지에서 흐르는 자그마한 내를 뜻하는 시내를 아울러 이르는 말이다.
주로 육지 위를 흐르면서 각지에 생명체에 필요한 수분을 공급하며 육지를 침식, 흙, 암석 조각들을 이동시키고 민물고기가 살 수 있는 터전을 만드는 등의 역할을 한다. 대체적으로 강에서 사는 생물들과 바다에서 사는 생물들은 서로 다르지만, 강과 바다를 오고 가며 살 수 있는 생물들도 존재한다. 예를 들어 상어의 대다수는 바다에서 살지만 황소상어와 같이 바닷물과 민물을 오고 갈 수 있는 생물들도 존재하며, 특히 갠지스강에는 민물에 완전히 적응하여 오로지 민물에서만 사는 진성담수상어인 갠지스상어가 산다. 그외에 연어와 은어도 강과 바다를 모두 오고 가며 살 수 있는 생물들이다.

## 대한민국 하천의 분류

### 대한민국
대한민국에서는 하천법에 의해 국가하천, 지방하천을 정하고, 그 외의 하천은 소하천정비법에 의해 소하천으로 분류한다. 국가하천은 국토보전상 또는 대한민국 국민 경제상 중요한 하천으로, 국토교통부장관이 아래 사항 중 하나에 해당하면 국가하천으로 지정하여 관리하고 있다.
1. 유역면적 합계가 200km2 이상인 하천
2. 다목적댐의 하류 및 댐 저수지로 인한 배수영향이 미치는 상류의 하천
3. 유역면적 합계가 50km2 이상 200km2 미만인 하천으로서 다음 각 목의 어느 하나에 해당하는 하천
  1. 인구 20만명 이상의 도시를 지나거나 범람구역 안의 인구가 1만명 이상인 지역을 지나는 하천
  2. 다목적댐, 하구둑 등 저수량 500만m3 이상의 저류지를 갖추고 국가적 물 이용이 이루어지는 하천
  3. 상수원보호구역, 국립공원, 유네스코 생물권 보전지역, 문화재보호구역, 생태·습지보호지역을 지나는 하천
4. 범람으로 인한 피해, 하천시설 또는 하천공작물의 안전도 등을 고려하여 대통령령으로 정하는 하천

지방하천은 지방의 공공이해와 밀접한 관계가 있는 하천으로서 시장 또는 도지사가 그 명칭과 구간을 지정하는 하천을 말하며, 시장 또는 도지사가 하천을 관리한다.
소하천은 국가하천 또는 지방하천으로 지정되지 않은 하천으로, 일시적이 아닌 유수(流水)가 있거나 또는 있을 것이 예상되는 구역이다.

## 대한민국 상수원의 수질 기준

### 대한민국
수질 기준을 따지는 지표는 여러 가지가 있다. 그 중 BOD는 1급의 경우 1mg/L 이하, 2급의 경우 3mg/L 이하, 3급의 경우 5mg/L 이하이어야 각각의 수질 기준을 만족한다. 그 외에 pH, SS, DO, 대장균 군수를 지표로 사용한다.

## 공학적 특징
계절의 변화에 따라 수질 변화가 가장 큰 수원이다.

## 하천의 길이
하천 길이는 구적기를 사용해 지형도에서 계산하여 구할 수 있다. Horton은 하천 평균길이가 하천차수에 따라 증가하는 것을 발견하고 하천길이법칙(law of stream lengths)을 만들었다.
{\displaystyle {\overline {L_{u}}}={\overline {L_{1}}}{R_{L}}^{u-1}}
{\displaystyle {\overline {L_{u}}}} : u차 하천의 평균길이
{\displaystyle {\overline {L_{1}}}} : 1차 하천의 평균길이
RL : 하천길이비
하천 길이를 재는 방법은 여러 가지가 있다. 유역의 길이를 잴 수도 있고 유역 중심거리를 잴 수도 있다.

## 하천의 면적
u차 하천면적 Au는 u차 하천의 유출에 기여하는 유역면적이다. 1956년 스쿰(Schumm)은 각 차수의 평균 하천유역면적은 1차 하천의 평균 유역면적으로부터 계산될 수 있다는 하천 면적법칙(law of stream area)을 제시하였다.
{\displaystyle {\overline {A_{u}}}={\overline {A_{1}}}{R_{A}}^{u-1}}
RA : 임의 차수 하천 평균 유역면적과 그 다음으로 낮은 차수 하천 유역면적과의 비

## 하천의 경사
하천종단도에서 하천 임의 두 지점의 표고차와 수평거리의 비를 하천 경사라고 한다. 상류에선 경사가 급하고 하류로 갈수록 경사가 완만해진다. 하천경사를 계산하는 방법은 단순경사방법, 등면적경사방법, 부분경사방법, 등가경사방법이 있다.

## 하천 밀도
하천밀도는 단위면적 당 하천 길이를 나타내는 지표다. 유역 내 지류하천의 다소를 나타내는 값으로 사용되며, 토양이 침식성, 불투수성, 급경사, 식생 피복이 빈약한 지역일수록 높은 하천 밀도, 비침식성 토양, 투수성인 지역일수록 낮은 하천 밀도를 보인다.
{\displaystyle D={\frac {L_{T}}{A}}}
LT : 유역 내 총 하천길이
A : 총 유역면적

## 강과 문화
- 세계 4대 문명이 발생한 지역은 모두 강 유역이다.
- 동북아시아의 천문학에서는, 강의 근원은 은하수라 하였다.[7]

## 강 목록
- 강의 목록 (이름 순)
- 강의 목록 (길이 순)
- 한국의 강

## 같이 보기
- 댐
- 운하
- 수계빈도
- 하상계수
- 유황계수
- 하천쟁탈

## 참고 문헌
- 이재수 (2018). 《수문학》 2판. 구미서관. ISBN 9788982252914.
- 이종형 외 (2010). 〈하천과 하천공학〉. 《하천공학》. 구미서관.